# George Steiner
Francis George Steiner (Neuilly-sur-Seine, 23 aprile 1929 – Cambridge, 3 febbraio 2020) è stato uno scrittore, saggista ed ebraista francese.

## Biografia
Fu docente di letteratura comparata in molte università quali Princeton, Stanford, Oxford, Ginevra. Il suo approccio alla letteratura fu sempre in termini morali e religiosi (era stato allievo dello studioso di mistica ebraica Gershom Scholem) e il suo interesse fu rivolto al rapporto tra potere, barbarie e cultura con particolare riferimento alle vicende e questioni inerenti al popolo ebraico.
Morì novantenne il 3 febbraio 2020, seguito dalla moglie dieci giorni dopo. La coppia ebbe due figli.

## Pensiero
I suoi primi saggi (tra cui ad esempio Linguaggio e silenzio del 1966) affrontano, in particolare, il problema del ruolo dell'intellettuale (dell'artista, ma anche del critico) in una società come quella occidentale, scossa da vicende disumane come l'Olocausto. Di grande cultura mitteleuropea, spazia dalla conoscenza approfondita dell'approccio marxista alla letteratura (memorabili i suoi saggi su Lukács), all'estetica musicale, all'analisi di testi classici fino alle avanguardie sia letterarie sia nelle arti plastiche.

## Filosofia del linguaggio
Di particolare interesse e piuttosto controverso è stato il suo romanzo Il processo di San Cristobal ("The portage to San Cristobal of A.H.") di ispirazione fantastica: Steiner infatti si immagina che Adolf Hitler sia ancora vivo e si sia rifugiato in Brasile, dove un commando del Mossad viene inviato per portarlo in Israele e processarlo. Al di là della cornice fantastica, Il processo di San Cristobal presenta acute pagine di riflessione filosofica sul linguaggio: in particolare, Steiner cerca di illustrare la "potenza negativa del linguaggio" e accosta la figura di Hitler alla figura del falso messia Sabbatai Zevi, giungendo addirittura all'affermazione paradossale e provocatoria che il Führer sia stato il "vero" messia ebraico, poiché ha portato alla fondazione dello Stato di Israele. Secondo la filosofia del linguaggio di Steiner, l'affermazione della "messianicità" di Hitler va compresa in modo del tutto ipotetico e paradossale come lo spunto per una riflessione filosofica profonda sulla natura del linguaggio: il linguaggio non è solo uno "strumento positivo" di comunicazione, ma anche un mezzo di distruzione, di coercizione e di propaganda.
Altro testo assai influente è Dopo Babele. Aspetti del linguaggio e della traduzione (1975), in cui Steiner esplora il concetto di traduzione in senso ampio, abbracciando l'estensione proposta da Roman Jakobson che include la traduzione intralinguistica. Per Steiner, ogni atto di comunicazione è un processo di interpretazione radicato nel tempo, nello spazio e nella cultura del parlante e implica il confronto tra ciò che viene esplicitamente detto e il contesto implicito, il "non detto". La traduzione diventa così un’operazione semiotica complessa che svela le peculiarità di un testo, rendendolo vivo attraverso le molteplici letture, che ne costituiscono delle "ripetizioni originali". Steiner sottolinea il carattere unico di ogni lettura paragonandola a un atto d’amore, dove l’interprete deve bilanciare sottomissione e creatività per rispettare l’integrità dell’opera. Questo processo non è confinato alla traduzione interlinguistica, ma riguarda anche la decodifica intralinguistica e la reinterpretazione diacronica, rendendo ogni lettore un "traduttore del linguaggio dal tempo". La maledizione di Babele, per Steiner, non è l’origine dell’incomprensione umana, ma la conferma di un compito di traduzione che è connaturato alla comunicazione stessa.

## Opere
- Tolstoj o Dostoevskij (1959), trad. Marilena Bianchi D'Espinosa (Paoline, 1965), tr. Cristina Moroni (Garzanti, 1995) ISBN 8811598796 ISBN 8811677505
- Morte della tragedia (1961), trad. Giuliana Scudder (Garzanti, 1965) ISBN 8811675405 ISBN 8811674808 ISBN 8811597781
- Linguaggio e silenzio (1967), trad. Ruggero Bianchi (Rizzoli, 1972) (Garzanti, 1994) ISBN 8811597099 ISBN 8811597846
- Nel castello di Barbablù (1971), trad. Isabella Farinelli (SE, 1990) ISBN 8877101687 ISBN 8877105283
- Dopo Babele. Aspetti del linguaggio e della traduzione (1975), trad. Ruggero Bianchi (Sansoni, 1984) (Garzanti, 1995) ISBN 8811598826 ISBN 8811677513
- Heidegger (1978), trad. D. Bigalli, Firenze, Sansoni, 1980; trad. Donatella Zazzi, Mondadori, 1990; Milano, Garzanti, 2002, ISBN 8804331666, ISBN 8811676150.
- Il processo di San Cristobal (1981), trad. Donatella Abbate Badin, Milano, Rizzoli, 1982.
- Le Antigone|Antigoni (1984), trad. Nicoletta Marini (Garzanti, 1990) ISBN 8811677831 ISBN 8811675413 ISBN 881159880X
- Vere presenze (1989), trad. Claude Béguin (Garzanti, 1992) ISBN 8811598818 ISBN 8811675421
- Il correttore (1992), trad. Claude Béguin (Garzanti, 1992) ISBN 8811657105 ISBN 8811669421
- Nostalgia dell'assoluto, trad. Lucia Cornalba (Anabasi, 1995) (Bruno Mondadori, 2000) ISBN 8841780193 ISBN 884249531X
- Nessuna passione spenta. Saggi 1978-1996 (1996), trad. Claude Béguin (Garzanti, 1997) ISBN 881159989X ISBN 8811675057
- Errata. Una vita sotto esame (1997), trad. Claude Béguin (Garzanti, 1998) ISBN 8811675456 ISBN 8811738679
- Grammatiche della creazione (2001), trad. Fabrizio Restine, Milano, Garzanti, 2003, ISBN 8811597145
- La lezione dei maestri. Charles Eliot Norton Lectures 2001-2002 (2003), trad. Francesca Santovetti e Stefano Velotti (Garzanti, 2004) ISBN 8811600235
- La barbarie dell'ignoranza (conversazione con Antoine Spire), trad. Alfonso Cariolato (Nottetempo, 2005) ISBN 8874520409
- Una certa idea di Europa (2005), trad. Oliviero Ponte di Pino (Garzanti, 2006) ISBN 8811597773
- Dieci (possibili) ragioni della tristezza del pensiero (2007), trad. Stefano Velotti (Garzanti, 2007) ISBN 9788811597735
- I libri che non ho scritto (2008), trad. Fiorenza Conte (Garzanti, 2008) ISBN 9788811600718
- Letture. Sul «New Yorker» (2010), trad. Fiorenza Conte (Garzanti, 2010) ISBN 9788811740964
- Il libro dei libri. Un'introduzione alla Bibbia ebraica (2012), trad. Luna Orlando, prefazione di Gianfranco Ravasi, Milano, Vita & Pensiero, 2012, ISBN 978-88-343-2123-2.
- La poesia del pensiero. Dall'Ellenismo a Paul Celan (2012), trad. Fiorenza Conte e Renato Benvenuto, Milano, Garzanti, 2012, ISBN 978-88-116-0152-4.
- La passione per l'assoluto. Conversazioni con Laure Adler (2014), trad. Giuseppe Allegri, Milano, Garzanti, 2015, ISBN 978-88-116-8885-3.

## Onorificenze

### Onorificenze straniere
- 2002: Dottore honoris causa nella Università di Salamanca, Spagna.
- 2006: Dottore honoris causa nella Università di Bologna